# Miramar (Havanna)

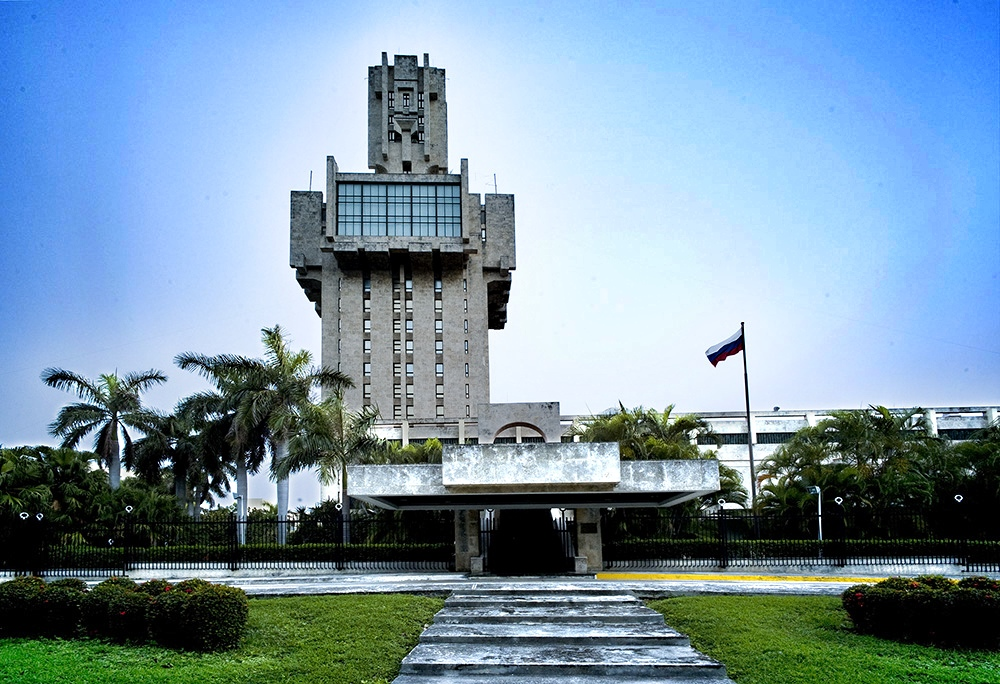
Russische Botschaft

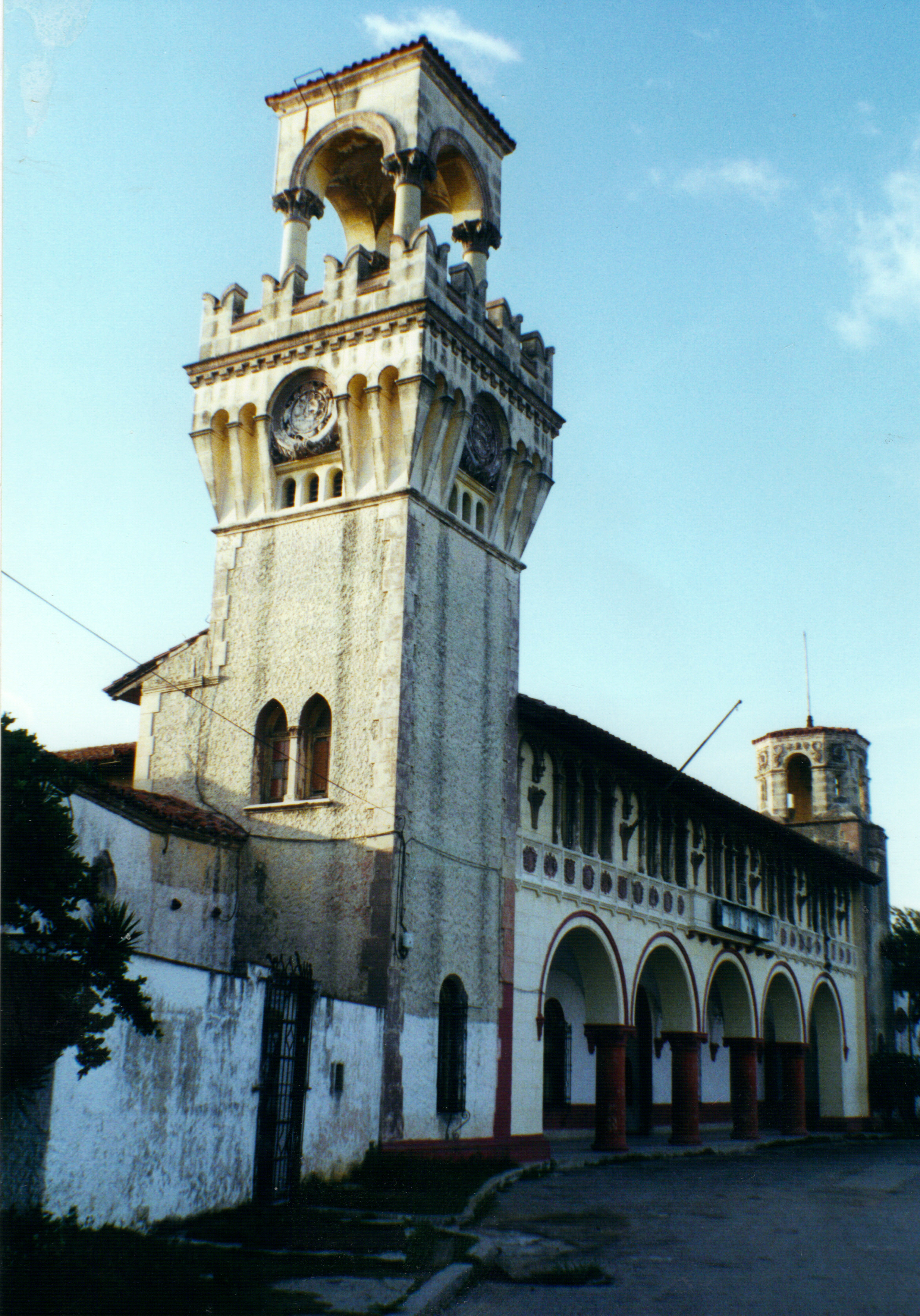
Ehemaliger Yacht Club (2002)

Miramar ist ein Stadtteil von Havanna. Verwaltungstechnisch gehört Miramar zum Stadtbezirk (Municipio) Playa. In der ersten Hälfte des 20. Jahrhunderts entwickelte sich hier um die Quinta Avenida (5. Straße) ein teures Wohngebiet mit vielen Parks, zahlreichen villenartigen  Privatresidenzen und sozialen Treffpunkten der Oberschicht wie dem aus den 1920er Jahren datierenden Miramar Yacht Club oder dem Country Club. Die Gebäude wurden zumeist in einem historisierend eklektischen Stil gehalten. Die Quinta Avenida galt als schönste Straße Havannas. Nach der Kubanischen Revolution emigrierten die meisten Bewohner von Miramar in die Vereinigten Staaten. In der Folge kam es ab 1959 zu Verfallstendenzen der Bausubstanz, dann wurden zahlreiche der Häuser von Wirtschaftsunternehmen übernommen und revitalisiert. Heute ist hier auch das Botschaftsviertel der kubanischen Hauptstadt angesiedelt. Die römisch-katholische Kirche Santa Rita de Casia ist ein regelmäßiger Treffpunkt der oppositionellen Gruppierung Damen in Weiß, der Damas de Blanco.   
Durch den Tunnel unter der Mündung des Río Almendares wurde  die Quinta Avenida zur westlichen Fortsetzung des Malecón, was den Immobilienboom der 1950er Jahre in dieser Zone anheizte. Es wurden auch monumentale Kirchenbauten errichtet, etwa jene des Jesús de Miramar, Hotels, Spielcasinos und künstliche Strände. Eines der heute dominierenden Gebäude ist die  Botschaft der russischen Föderation, ehemals jene der Sowjetunion.

## Galerie

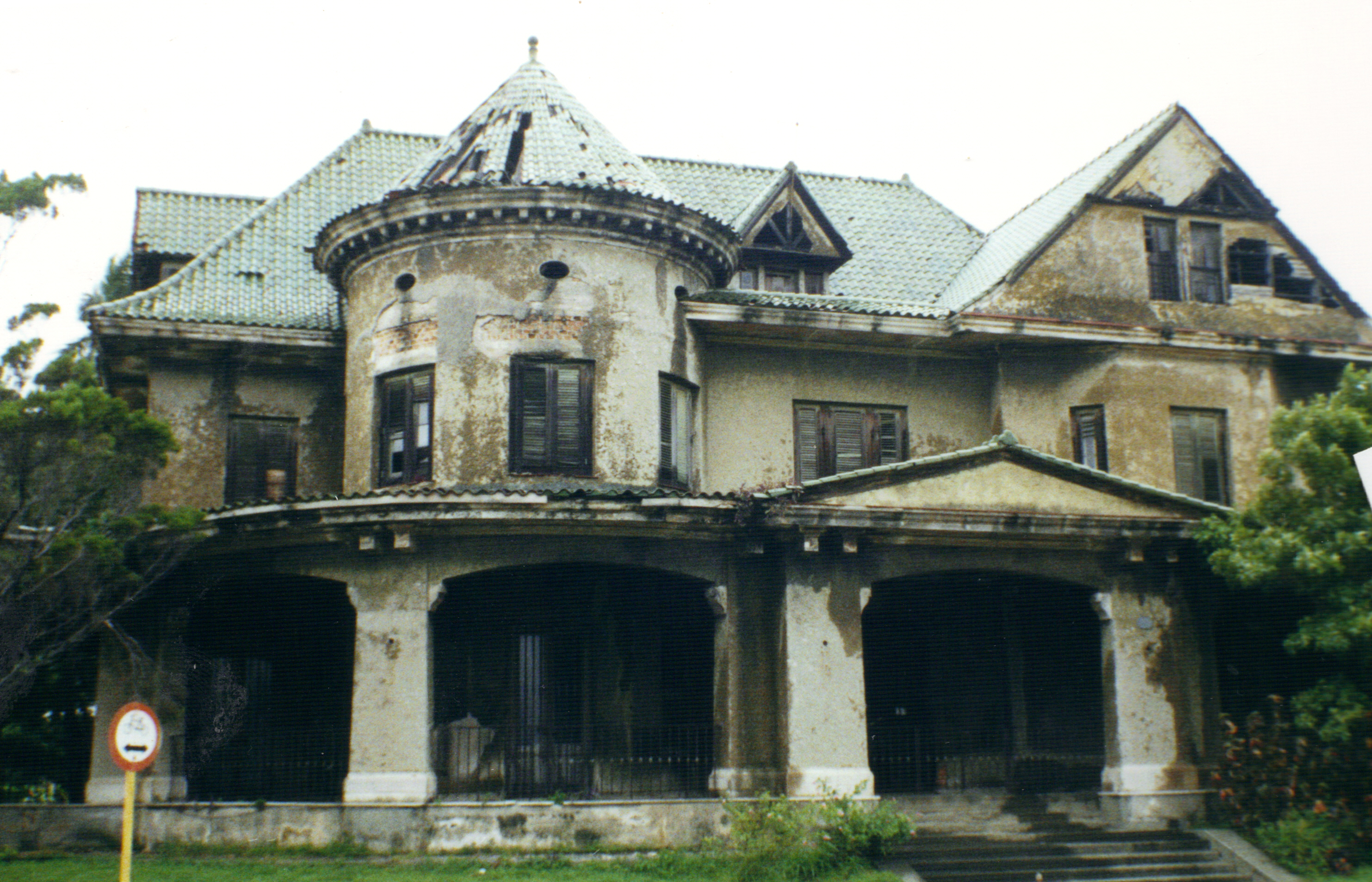
Haus an der Quinta Avenida, 2002
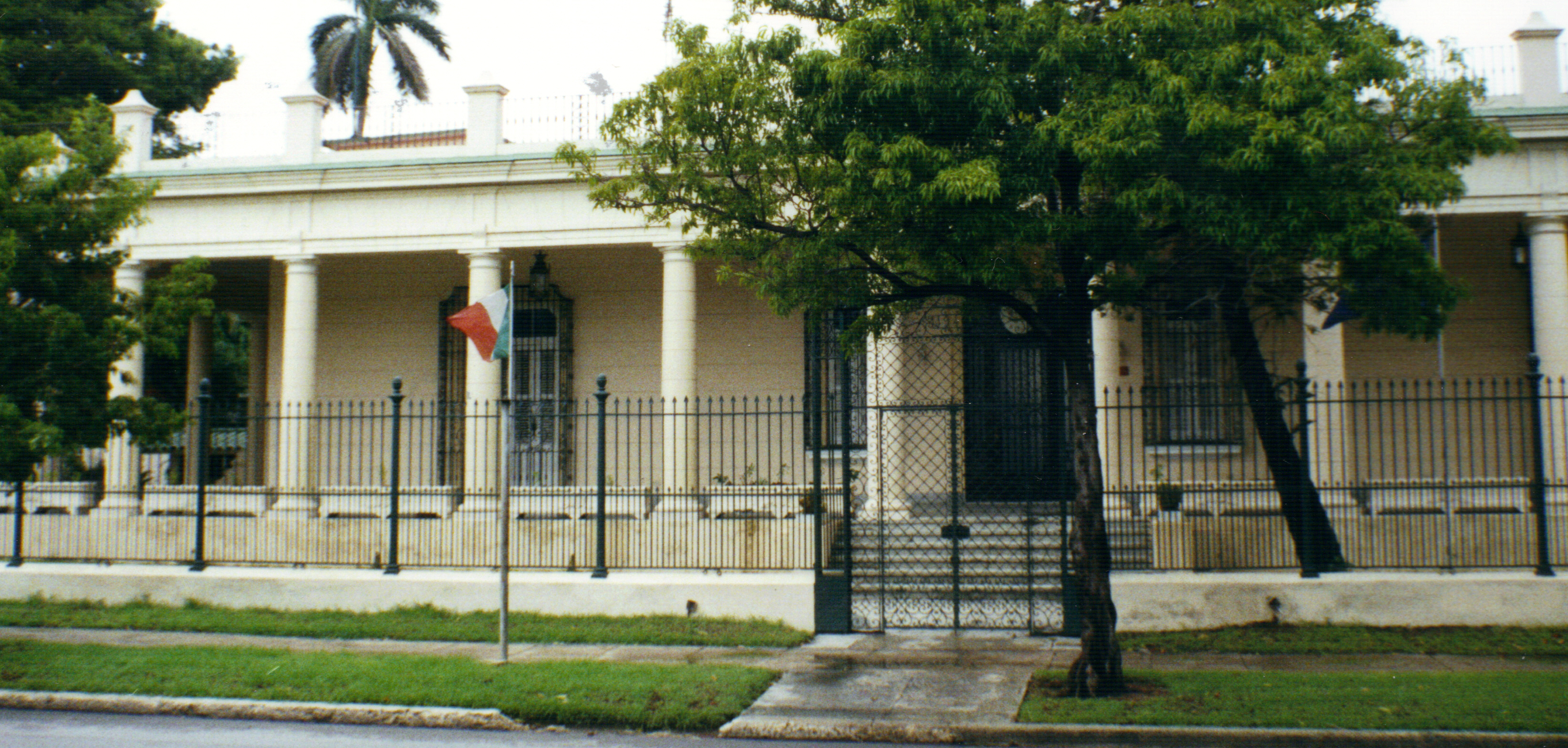
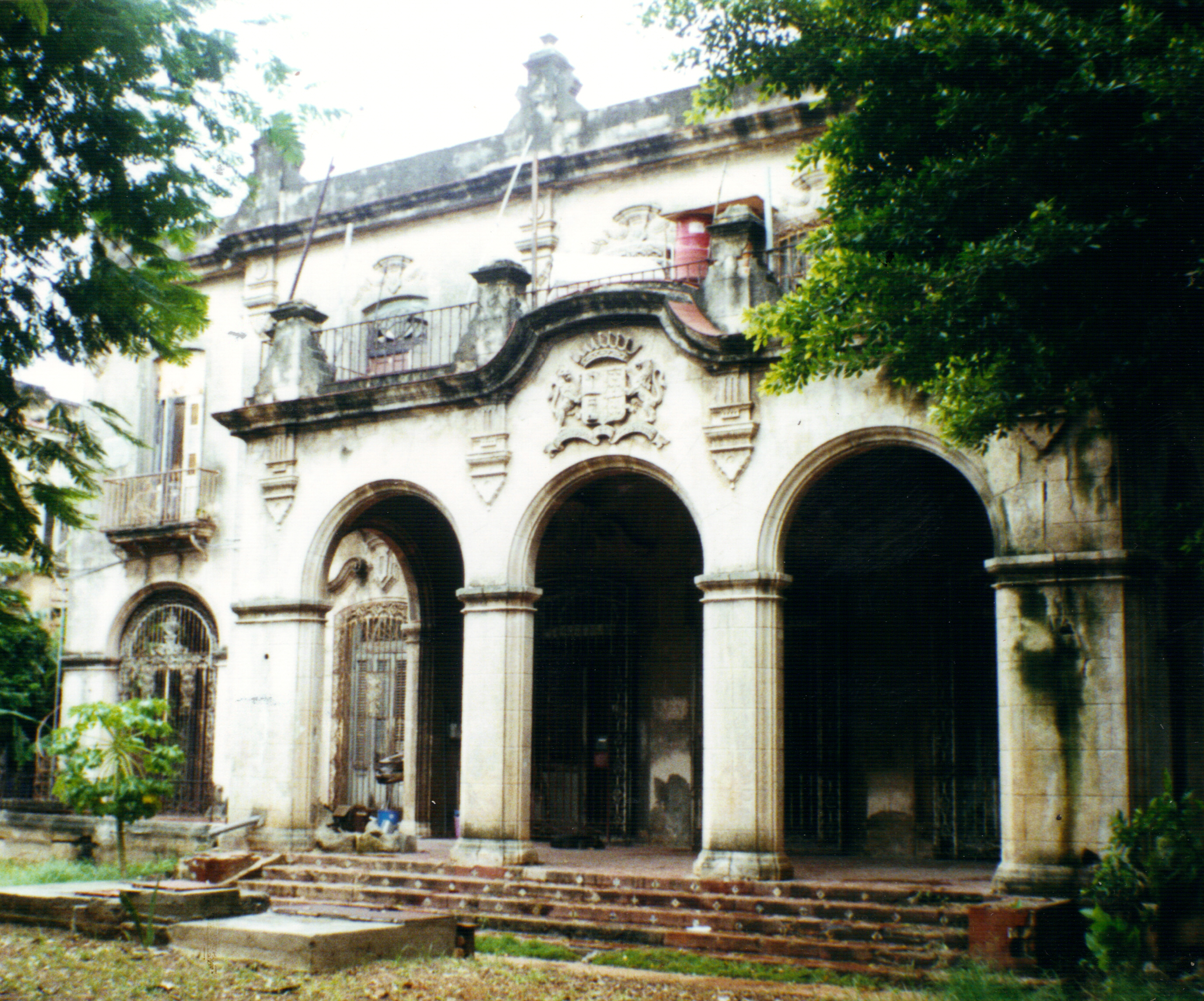
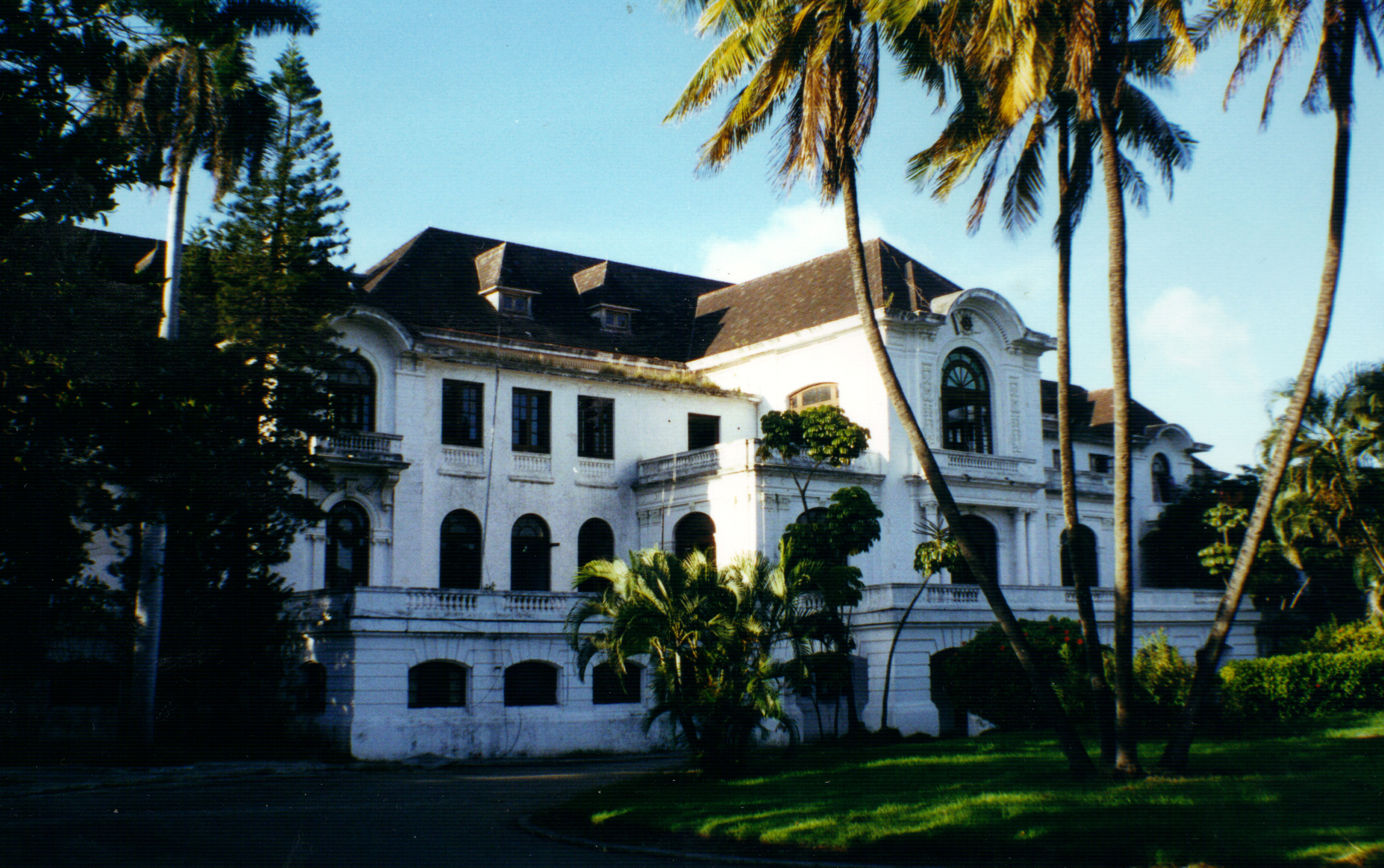

Koordinaten: 23° 7′ N, 82° 25′ W